# Fernand Bril
Fernand Bril (Roeselare, 1942 – Roeselare,  5 maart 2008) was een Belgisch bedrijfsleider en (ere-)voorzitter van voetbalclubs KFC Roeselare en KSV Roeselare

## Bedrijfsleider
Fernand Bril was samen met zijn broer Louis Bril zaakvoerder bij het bedrijf Bril. Dit carrosserie- en constructiebedrijf uit Beveren vindt zijn oorsprong in Veurne waar hun grootvader een carrosseriebedrijf had. In de jaren 1920 werden er nog vooral carrosserieën in hout gemaakt. Albert Bril vestigde zich in Diksmuide en na zijn huwelijk in 1938 te Beveren waar er tal van carrosseriebedrijven waren. De Tweede Wereldoorlog zorgde voor een opleving van deze industrie. Rond 1960 maakte Albert Bril de overstap naar onderdelen voor bulldozers, vrachtwagens, landbouwvoertuigen, ... In 1966 werd de stap gezet naar een nieuwe bedrijfsvorm die zich niet alleen op carrosserie, maar ook op constructie zou toeleggen. Alberts zonen Louis en Fernand kwamen mee in het bedrijf. Louis kreeg de algemene leiding en verkoop, Fernand de technische leiding. De broers Bril bleven het bedrijf leiden tot in 2006 wanneer het failliet ging.

## Voetbalvoorzitter
Naast het bedrijfsleven had Fernand Bril nog een passie : voetbal. Zelf was hij als doelman actief geweest bij Club Roeselare. Na zijn loopbaan bij deze club speelde hij nog een tijdje bij Dosko Beveren. In de jaren 1970 keerde hij naar Club Roeselare terug, dit keer als bestuurslid en als keeper bij de studaxen van Club. In 1982 volgde hij Roger Hostekint op als voorzitter van Club Roeselare. 
Hij was ambitieus met de club die dan in de provinciale reeksen speelde. In 1985 werd een degradatie door een vermeend omkoopschandaal nog net vermeden, net als een schrapping van Bril op de bondslijsten. Daarna ging het steil bergop voor Club. Johny Thio werd aangetrokken als trainer en twee jaar op rij werd er gepromoveerd waardoor Club in derde nationale speelde, dezelfde klasse als stadsrivaal KSK Roeselare. Club kon zich steeds goed staande houden. 
In de jaren 1990 ontstond er steeds meer nood aan een fusie tussen beide grote voetbalclubs. Club had vooral op het vlak van infrastructuur problemen. In maart 1999 werd de fusie door Fernand Bril en Alberic Van Eeckhout (KSK Roeselare) afgerond. Beiden werden erevoorzitter van de fusieploeg S.V. Roeselare. Na een schandaal rond mensenhandel werd Bril samen met Van Eeckhout nog kort even voorzitter om orde op zaken te stellen. Hij bleef erevoorzitter tot zijn overlijden in 2008.